# Stutmester
Stutmester er en ældre titel ved Det Kongelige Danske Hof. Stutmesteren havde ansvar for avlen af frederiksborger-heste ved det kongelige stutteri tilknyttet Frederiksborg Slot i Hillerød.

## Stutmestre ved Frederiksborg Stutteri
Denne liste er ufuldstændig; hjælp gerne med at udfylde den.
- Rasmus Olufsen Bang (død 1682)
- Anton Frederik Schæffer
- 17??-1798: Nicolai Nielsen (1737-1798)
- 1798-1833: Frederik C.E. Nielsen (1769-1851)
- 1864-1871: F.L. Torp (1818-1894)